# Louis Mestdagh
Louis Robert Mestdagh (bekend als Pater Mestdagh) (Deinze 1 september 1916 – Grimbergen, 27 mei 2007) was een Vlaamse jezuïet, documentairemaker en zanger. Hij stond bekend als "De Zingende Pater" en "Troubadour van het Heilig Hart". Hij kende heel wat succes, maar zijn carrière eindigde vroegtijdig toen hij als priester een relatie met zijn latere vrouw begon.

## Biografie
Mestdagh werd jezuïet op 26-jarige leeftijd. Na de Tweede Wereldoorlog maakte hij naam als documentairemaker voor de BRT, waarvoor hij naar India, Sri Lanka, Tibet, de VS en Congo reisde. Uiteindelijk dwong zijn jezuïetenorde hem daarmee op te houden, aangezien zijn films niet strookten met hun evangelische doeleinden. Een van Mestdaghs documentaires rond de kerstening van de Afrikaanse zwarten toonde hoe de zwarte hoofdpersoon uiteindelijk terugkeerde naar zijn stam, wég van de blanke, christelijke beschaving. De film werd gecensureerd en Mestdagh werd naar de Bonden van het Heilig Hart in Mechelen overgeplaatst.
In dat klooster schreef hij verhalen en liedjes. Tussen 1957 en 1963 trad hij op als zingende priester. Onder de artiestennaam Pater Mestdagh werd hij bekend als zanger. Hij nam zeven ep's op bij het label Decca en kwam hoog in de Vlaamse hitlijsten. Hij zong over christelijke thema's, maar ook over persoonlijke ervaringen en actuele gebeurtenissen. Zijn bekendste liedjes waren Jan Pierewiet, Zadel nog eenmaal mijn paard, Een kindeke lag, Op de Leie-brug, Zij denkt nog aan mij, Padre Pedro …
Mestdaghs succesrijke carrière liep in 1963 echter abrupt af toen hij verliefd werd op een negentien jaar jongere vrouw uit Nieuwmoer. Hij had haar in 1956 leren kennen, en in 1963 ontstond er tussen hen een relatie toen ze bij hem cursus volgde in voorbereiding op een taak als lekenhelper in Congo. Het duurde niet lang voordat ze zwanger werd. Mestdagh vroeg en kreeg dispensatie van zijn kloostergeloften en trad uit de jezuïetenorde. De familie van zijn vrouw had het moeilijk met de situatie. Mestdaghs moeder weigerde zelfs ooit nog met hem te praten.
Mestdagh weigerde decennialang over deze periode te praten en liet zijn baard groeien om onherkenbaar te zijn. In zijn verdere leven was hij actief als reisleider, corrector in een uitgeverij en redacteur voor een medisch magazine.
Op 14 december 2005 zond Canvas in de rubriek Bewogen Leven een documentaire uit over Mestdaghs opmerkelijke leven. Deze film kwam er op initiatief van zijn tweede zoon, Rudolf, die een filmopleiding volgde.
Mestdagh overleed twee jaar later, op 27 mei 2007. Op zijn begrafenis zongen Sanne en Erik Van Neygen.